# Frontera entre Austria y Suiza
La frontera entre Austria y Suiza es la frontera internacional entre Austria, estado integrado a la Unión Europea y en el espacio Schengen, y Suiza, que no pertenece a la Unión Europea pero sí al espacio Schengen. Separa los länder austriacos de Vorarlberg y Tirol de los cantones suizos de los Grisones y San Galo.

## Trazado
El trifinio entre Austria, Suiza e Italia se encuentra al norte de Piz Lad, en Engadina. La frontera sigue el río Inn entre Martina y Nauders y después se dirige hacia el oeste hacia Samnaun. Atraviesa los Altos Alpes, conectando las cumbres de Grübelekopf  (2,894 m), Bürkelkopf (3,033 m), Greitspitz (2,867 m), Piz Eructos (3,097 m), Fluchthorn (3,398 m), Augstenberg (3,230 m), Piz Buin (3,312 m) y Gross Seehorn (3,122 m), siguiendo aproximadamente la cuenca norte de Engadina y después a Isentällispitz (2,873 m) y Schesaplana (2,964 m), a lo largo de la cuenca norte del valle de Prättigau, encontrándose con el trifinio sur de Suiza, Austria y Liechtenstein en Naafkopf (2.570 m).
Desde el trifinio Suiza-Austria-Liechtenstein, la frontera suiza-austriaca sigue el Rin Alpino (que casi forma la frontera entre Suiza y Liechtenstein), pasando al este de Diepoldsau y llegando al lago Constanza en Rheineck; el trifinio Suiza-Austria-Alemania se encuentra dentro del lago Constanza.

## Historia
El curso de la frontera refleja, en última instancia, el éxito de los varios rivales de la dinastía Habsburgo (sobre todo la Antigua Confederación Suiza y las Tres Ligas) para limitar la influencia del archiducado de Austria en los dominios originales de los Habsburgo al oeste del Rin en los siglos XIV y XV. La mayor parte de la zona alpina de la frontera ya había sido la frontera exterior de las Tres Ligas desde el siglo XV (a excepción del Vinschgau, que no fue adquirida por Austria hasta 1499 y se mantuvo como territorio disputado en el siglo XVIII). Por el contrario, el valle del Rin de los Alpes tiene una historia feudal complicada (en parte adquirida por los condes de Toggenburg durante los siglos XIV y XV), pero los territorios de su margen izquierda se habían convertido en territorios sujetos de la confederación helvética en el siglo XVII.

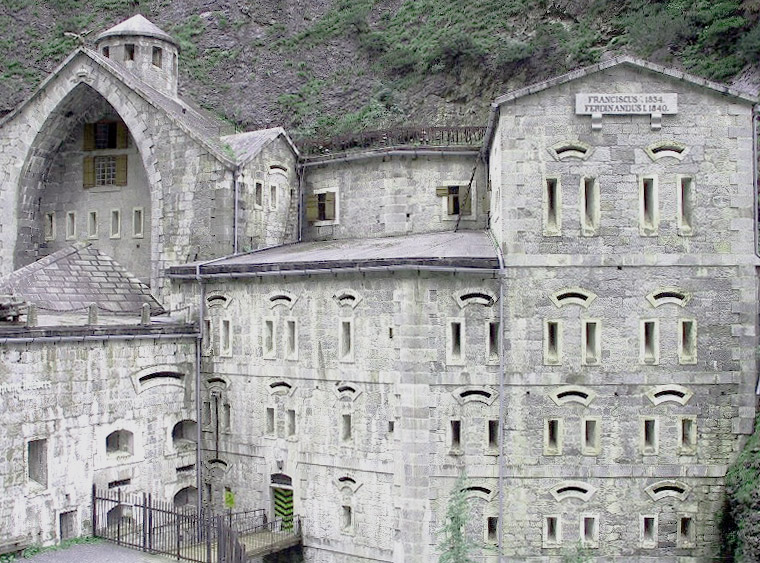
El fuerte de Nauders, una fortificación del que defendía posiciones montañosas cerca de la frontera austro-suiza.

La frontera actual es producto de la creación de la República Helvética en 1798. Durante el siglo XIX formaba parte de la frontera occidental del Imperio austríaco y posteriormente de Austria-Hungría, y en el siglo XX de la Primera República Austriaca, el Estado Federal de Austria, la Alemania nazi y la Austria ocupada por los Aliados y, finalmente, de la Austria moderna formada en 1955. Liechtenstein fue creado como principado independiente bajo la paz de Presburgo (1805), aunque permaneció nominalmente como miembro de la Confederación del Rin hasta 1866).
La adhesión de Suiza en la zona Schengen en diciembre de 2008 eliminó todos los controles de pasaportes entre los dos países. Aun así, los funcionarios de aduanas suizos y austriacos mantienen su presencia en pasos fronterizos muy frecuentados, puesto que todavía tienen la autoridad para evitar que los viajeros realicen controles de aduanas, dado que Suiza está fuera de la unión aduanera de la Unión Europea.

## Lecturas
- Ferdinand Waibel: Die Regelung der Staatsgrenzen. In: Internationale Rheinregulierung Rohrschach (Hrsg.): Der Alpenrhein und seine Regulierung. Internationale Rheinregulierung 1892–1992. 2. Auflage, BuchsDruck, Buchs 1993, ISBN 3-905222-65-5, S. 190–192.